# Pycnostachys erici-rosenii
Pycnostachys erici-rosenii là một loài thực vật có hoa trong họ Hoa môi. Loài này được R.E.Fr. miêu tả khoa học đầu tiên năm 1916.